# Кудайбергенов, Канат Жанзакович
Канат Жанзакович Кудайбергенов  — казахстанский математик, доктор физико-математических наук, профессор, главный научный сотрудник института математики и математического моделирования.
Родился 5 ноября 1955 г. в Чимкенте. Число Эрдёша — 3.

## Научная деятельность
1978 Красный диплом Казахского государственного университета, механико-математический факультет
1982 Кандидат физико-математических наук, Новосибирский государственный университет, Россия
1992 Доктор физико-математических наук, Институт математики, Новосибирск, Россия:
- Однородные модели : диссертация ... доктора физико-математических наук : 01.01.06. - Алма-Ата, 1991. - 249 с.

С 1981 года работал в Институте математики АН КазССР (НАН РК),  с 2002 года – в Казахстанском институте менеджмента, экономики и прогнозирования (КИМЭП). Читал спецкурсы по теории моделей и теории групп в КазНУ и Алматинском государственном университете. 

### Основные результаты
- Опровергнута сильная форма гипотезы Шелаха о существовании бесконечных неразличимых последователей в моделях большой мощности теорий без свойства независимости.
- Получены результаты общего вида о существовании и не существовании модельного компаньона для теорий структур с выделенным автоморфизмом, а также соответствующие результаты для некоторых конкретных структур.
- Решена проблема Кейслера и Морли о числе однородных моделей в различных мощностях.

### Основные публикации
- К. Ж. Кудайбергенов, “О свойстве независимости теорий первого порядка и неразличимых последовательностях”, Матем. тр., 14:1 (2011),  126–140
- K.Zh. Kudaibergenov, H.D. Macpherson On model companions for structures with an automorphism // Siberian Adv. Math. -2006. -V.16. No. 4. -P. 126-140
- K.Zh. Kudaibergenov The number of homogeneous models of a complete theory// Model theory and applications. Amer. Math. Soc. Transl. Ser.2. -1999. V.195. - P.187-204
- K.Zh.Kudaibergenov, On preservation and violation of homogeneity of models in a special expansion, Mathematical Proceedings, 2009, vol. 12, No. 1, pp. 117–129. 2009.
- K.Zh.Kudaibergenov, On the cardinality of definable sets in a superstructure over a model, Mathematical Proceedings, 2009, vol. 12, No. 2, pp. 97–110.
- K.Zh.Kudaibergenov, Weakly quasi-o-minimal models, Mathematical Proceedings, 2010, vol. 13, No. 1, pp. 156–168.
- K.Zh.Kudaibergenov, The independence property of first-order theories and indiscernible sequences, Mathematical Proceedings, 2011, vol. 14, No. 1, pp. 126–140.
- K.Zh.Kudaibergenov, Generalizations of o-minimality to partial orders, Mathematical Proceedings, 2012, vol. 15, No. 1, pp. 86–108.
- K.Zh.Kudaibergenov, On the existence of a countable strictly 2-homogeneous distributive lattice, Mathematical Proceedings, 2012, vol. 15, No. 2, pp. 100–104.
- K.Zh.Kudaibergenov, On the independence property and atomic formulas, Siberian Electronic Mathematical Reports, 2013, vol. 10, pp. 38–40.

## Стипендии, награды
— Стажировка в Университете Париж 7 (октябрь 1991 — апрель 1992 ) ;
— Грант INTAS (1995);
— Грант Королевского общества на стажировку в Оксфордском Университете (январь 1996 — декабрь 1996 г.);
— Научно-исследовательский грант EPSRC в университете Лидса (апрель 1999 — июля 1999 года);
— Грант на проведение научно-исследовательской работы от Лондонского математического общества в Оксфордском Университете ( 1 — 30 июня 2002 года);
— Премия Тарлан (2001 г.);
— Стажировка в Оксфордском университете (1 — 31 июля 2004 года);
— ISF и LMS гранты для участия в конференциях в Сингапуре, Швейцарии и Англии (1993, 1994, 2005)
— Серебряный Знак на  Семинаре по алгебре и логике, Институт математики, Новосибирск (2011)